# Karol Szczepanowski
Karol Bolesław Szczepanowski h. Prus (ur. 30 września 1892 w Bursztynie, zm. wiosną 1940 w Charkowie) – major artylerii Wojska Polskiego, inwalida wojenny, ofiara zbrodni katyńskiej.

## Życiorys
Syn Ignacego i Karoliny z Marynowskich urodzony 30 września 1892 w Bursztynie, w ówczesnym powiecie rohatyńskim Królestwa Galicji i Lodomerii. Ukończył studia na Uniwersytecie we Lwowie. W czasie I wojny światowej walczył w szeregach c. i k. Armii. Jego oddziałem macierzystym był Morawsko-Galicyjski Pułk Artylerii Fortecznej Nr 2. Na stopień porucznika został mianowany ze starszeństwem z 1 sierpnia 1916 roku w korpusie oficerów rezerwy artylerii fortecznej.
Po odzyskaniu przez Polskę niepodległości w 1918 wstąpił do Wojska Polskiego. Podczas wojny polsko-ukraińskiej w stopniu porucznika brał udział w obronie Lwowa na odcinku IV. Następnie uczestniczył w wojnie polsko-bolszewickiej. Jako oficer służył w 6 pułku artylerii ciężkiej. 31 marca 1924 został mianowany majorem ze starszeństwem z 1 lipca 1923 i 17. lokatą w korpusie oficerów artylerii. Do 1926 pełnił służbę na stanowisku pełniącego obowiązki dyrektora nauk Korpusie Kadetów Nr 2 w Chełmnie. Później przeniesiony do Korpusu Kadetów Nr 1 we Lwowie, w którym do 1939 wykładał fizykę i matematykę.
W czasie kampanii wrześniowej był dowódcą II dywizjonu 40 pułku artylerii lekkiej. Po agresji ZSRR na Polskę z 17 września 1939 został aresztowany przez Sowietów i przewieziony do obozu w Starobielsku. Wiosną 1940 został zamordowany przez funkcjonariuszy NKWD w Charkowie i pogrzebany w bezimiennej mogile zbiorowej w Piatichatkach, gdzie od 17 czerwca 2000 mieści się oficjalnie Cmentarz Ofiar Totalitaryzmu w Charkowie. Figuruje na Liście Starobielskiej NKWD pod poz. 3848.
Był żonaty z Zofią Marią z domu Starosolską (obrończyni Lwowa z 1918, nauczycielka, działaczka społeczna, zm. w 1983 w Londynie).

## Upamiętnienie
5 października 2007 minister obrony narodowej Aleksander Szczygło mianował go pośmiertnie na stopień podpułkownika. Awans został ogłoszony 9 listopada 2007 w Warszawie, w trakcie uroczystości „Katyń Pamiętamy – Uczcijmy Pamięć Bohaterów”.

## Ordery i odznaczenia
- Krzyż Walecznych
- Złoty Krzyż Zasługi (19 marca 1936)[15][16]
- Medal Niepodległości (24 października 1931)[17]
- Signum Laudis Srebrny Medal Zasługi Wojskowej z mieczami na wstążce Krzyża Zasługi Wojskowej[18]
- Signum Laudis Brązowy Medal Zasługi Wojskowej z mieczami na wstążce Krzyża Zasługi Wojskowej[18]